# Eduardo Eurnekián
Eduardo Eurnekián (Buenos Aires, 4 de diciembre de 1932) es un empresario argentino. Es el sexto hombre más rico de Argentina, ya que posee bienes estimados en 3 500 millones de dólares.
Es el presidente de Corporación América, un conglomerado de empresas que abarcan sectores como el aeroportuario, la agroindustria, energía, minería, infraestructura y servicios bancarios.

## Biografía
Sus padres eran inmigrantes provenientes de Armenia, que llegaron a la Argentina, donde él nació y creció.Ellos habían establecido una fábrica textil, que colapsó en 1981 por la severa crisis económica durante la última dictadura del país.

### Carrera empresarial
Empieza en el sector de las comunicaciones tras la compra, en 1982, de Cablevisión. Su segunda compra es en 1988, adquiriendo Radio América y FM Aspen 102.3. En los 90 sigue su expansión comprando la radio deportiva FM Sport, en la frecuencia 98.3 (actual Mega), el multimedio Del Plata y Estación 95, en el dial del 95.1 (actual Metro).En 1986 adquirió el periódico El Cronista Comercial, el cual vendió en 2000 al grupo Recoletos por 20 millones de dólares.

#### Medios de comunicación
En 1990 compró la emisora de televisión Canal 2 que bautizó con el nombre de la radio propietaria América Te Ve lanzado el 15 de abril de 1991. El canal fue vendido en el 2000 por el empresario paraguayo Carlos Ávila con el 80% del paquete accionario. Actualmente posee un participación en el canal de aire del Grupo América (Vila-Manzano) y Claudio Belocopitt. Más tarde junto a dichos empresarios compraría parte de la empresa energética Edenor.

#### Aeroportuario
En 1998, durante la época de privatizaciones de la presidencia de Carlos Menem, se licitó la concesión de Aeropuertos Argentina 2000, y para participar, fundó Corporación América Sudamericana (CAS), junto a su socio Manuel Korzín. Logró ganar la concesión a través de un consorcio de empresas integrado por Società Esercizi Aeroportuali, Ogden Corporation, Societa Italiana Per Leimprese Miste All’Estero Simest, Riva y Corporación América Sudamericana SA, ganándole al consorcio formado por el Grupo Macri y el Grupo Exxel.A partir de ese momento tuvo una pelea con el grupo Exxel, liderado por Juan Navarro, el cual poseía la concesión de los free shop y los depósitos fiscales de los aeropuertos. En 2000 el conflicto alcanzó su punto más álgido cuando Exxel compró el 63,86 % de la empresa Sheenan, de Manuel Korzín, la cual poseía el 15 % de las acciones de Corporación América Sudamericana.Esta compra derivó en una pelea judicial, ya que Exxel reclamaba que Sheenan tenía las acciones de Chandler, predecesora de CAS, y por lo tanto los derechos políticos sobre CAS.En ese mismo año, Eurnekian compró las acciones de SEA  y Ogden de Aeropuertos Argentina 2000.Finalmente con la caída de Exxel por la insostenibilidad del modelo private equity durante la crisis de 2001, muchas de las empresas del grupo fueron tomadas por los acreedores.En 2003 compró los derechos sobre los free shops que mantuvo hasta 2012, cuando los vendió a la empresa suiza Dufry por 957 millones de dólares.
En 2017, durante el gobierno de Mauricio Macri, se extendió la concesión de Aeropuertos Argentina 2000 hasta 2038.Tras su consolidación en Argentina, expandió sus negocios para operar concesiones de aeropuertos en Brasil, Ecuador, Uruguay, Armenia e Italia.
Fue accionista junto con Ernesto Gutiérrez de la empresa Inversora Cervecera S.A. que en 2006 compró a AmBev las marcas de cerveza Bieckert, Palermo e Imperial y también una planta de producción, a partir de la reglamentación anti-monopolio para la fusión de Quilmes y Brahma en Argentina.Un año después, vendió la totalidad de sus acciones a Compañía Industrial Cervecera S.A.
En 2014 compró el 33 % de acciones del grupo brasileño EBX por 425 millones de dólares.
En el sector de construcción e infraestructura, participa desde los 90, tras la concesión de las rutas nacionales 4 y 8 argentinas con la empresa Helport. A través de esa empresa participó en diversos proyectos de construcción de obra pública vía licitaciones. Desde 2019 la empresa no se dedica a la obra pública luego de la involucración de Helport en la causa de los cuadernos, en donde se acusó a directivos de pagar coimas en contratos de obra pública y arreglar licitaciones.
Posee presencia en Armenia, a través de la concesión del Aeropuerto Internacional de Zvartnots y el Aeropuerto de Shirak, y a través de las empresas Converse Bank, Bodega Karas y Tango Cjsc. Con la última empresa, compró en 2012 el histórico edificio, sede del Ministerio de Relaciones Exteriores de Armenia por 50 millones de dólares.

#### Energía
En 2013 compró el paquete mayoritario de acciones de Compañía General de Combustibles (CGC), a través de la cual entró en el negocio de la energía.CGC compró en 2021 la empresa china Sinopec Argentina Exploration and Production, ampliando su participación en el sector.En 2018 a través de Latin Exploration, una sociedad española, de la cual Eurnekian es poseedor del 70% de las acciones, adquiere distintas empresas, entre ellas Petronado SA (Venezuela), Gasoducto Gasandes SA (Chile) y Gasinvest (empresa vinculada a Transportadora Gas del Norte).
En el área de la minería, en 2012 compró la empresa mexicana Mexport por 200 millones de dólares, la cual tenía la concesión de la propiedad minera Jagüelito en la provincia de San Juan, que quedó en manos del grupo.En 2024 ingresó en el sector del uranio, tras adquirir, en alianza con una sociedad, el 80% del proyecto Ivana, ubicado en la provincia Río Negro.

#### Banca digital
En 2018 funda el banco digital Wanap, más tarde renombrado como Wilobank, el cual vendió en 2022 a la fintech Ualá, propiedad de Pierpaolo Barbieri, a cambio de entrar como accionista de Ualá.
El 10 de diciembre de 2020, fue condecorado con la Orden del Imperio Británico, por su participación en el proyecto de identificación de soldados argentinos que fallecieron en la Guerra de Malvinas 

#### Inversiones en energías renovables
Desde mediados de la década de 2010, Corporación América ha incursionado en proyectos de energía limpia en América Latina y Europa bajo el liderazgo de Eduardo Eurnekian. En Uruguay, el grupo inauguró los parques eólicos Carapé I y II en Maldonado en 2015, con una potencia combinada de 90 MW y una inversión cercana a los USD 220 millones, financiada por el Banco Interamericano de Desarrollo y otras entidades regionales Energia Estrategica. En julio de 2023, anunció su entrada al negocio del hidrógeno verde mediante una inversión de USD 110 millones para construir una planta en Burgos (España), que generará hidrógeno utilizando energía solar o eólica, con planes de producción desde 2027 . Además, en diciembre de 2024, Corporación América adquirió el proyecto minero Ivana en Río Negro, que contempla la extracción de uranio y vanadio, con una inversión estimada en USD 160 millones, como parte de su estrategia energética y posicionamiento en la industria nuclear como alternativa de energía con bajas emisiones.

## Controversias

### Problemas Fiscales
En el año 2003 el fiscal federal Rafael  Cruciani procesó al empresario textil y titular del multimedios América por evasión fiscal agravada partir de una denuncia de la AFIP y ordenó un embargo sobre sus bienes por 40 millones de pesos el 1.ª de julio de 2003. Procesado Eurnekian con prisión preventiva por el delito de evasión fiscal agravada, y al permanecer fuera del territorio nacional,el propio magistrado ordenó una orden de captura librando oficios para su efectivización a Prefectura Naval, Gendarmería Nacional, Policía Federal, Policía Aeronáutica, Dirección de Migraciones, Dirección de Aduanas e Interpol, Eurnekian permanecerá prófugo por siete meses.
En 2005 fue imputado penalmente por maniobras realizadas por su empresa Aeropuertos Argentina 2000 SA, la cual habría llevado a cabo pagos a otras empresas sin contraprestación real, es decir a través de contratos con objeto simulado con el objeto de defraudar al Estado argentino.
En 2014 se abrió un expediente contra Corporación América, de Eduardo Eurnekian, por pagos ilegales en Perú.

### Pandora Papers
En 2019 junto a Martín Eurnekian, otro de sus sobrinos, se vio implicado en los Pandora Papers por evasión 
de impuesto, lavado de dinero y fuga de capitales a paraísos fiscales.

### Financiación a campañas políticas
En 2023 el diario británico Financial Times publicó una investigación periodística donde reveló que el candidato a presidente de La Libertad Avanza, Javier Milei, era financiado por el empresario Eduardo Eurnekian y la Corporación América.Durante la campaña además de actuar como financista fue el nexo con el Círculo Argentino, un club de hombres de negocios que  maneja la familia Neuss, y convocó a Milei a un almuerzo en el Yacht Club de Puerto Madero para militar para su campaña.